# كين لو
كين لو (بالصينية: 盧惠光) هو لاعب تايكوندو وملاكم كيك بوكسينغ وملاكم تايلندي وممثل صيني، ولد في 17 مارس 1959 بستونغ ترينغ في كمبوديا.

## أعمال

### أفلام
- (1998) ساعة الذروة[6]
- (1999) جميلة[7]
- (2004) حول العالم في 80 يوما[8][9]
- (2012) سي زد 12

## وصلات خارجية
- كين لو على موقع IMDb (الإنجليزية)
- كين لو على موقع ألو سيني (الفرنسية)
- كين لو على موقع أول موفي (الإنجليزية)
- كين لو على موقع قاعدة بيانات الفيلم (الإنجليزية)
- كين لو على موقع كينوبويسك (الروسية)